# Bahnstrecke Nässjö–Vetlanda–Åseda–Nybro
| Vetlanda station |                                                |                                                                           |                                                   |
| Kursbuchstrecke: | 88: Nässjö–Vetlanda                            |                                                                           |                                                   |
| Streckenlänge: | 74 km                                          |                                                                           |                                                   |
| Spurweite: | 1435 mm (Normalspur)                           |                                                                           |                                                   |
| Streckengeschwindigkeit: | Bandel 829: (Nässjö central)–Vetlanda 100 km/h |                                                                           |                                                   |
| |                                                |                                                                           |                                                   |
| \| \| \| Södra stambanan von Mjölby \| \| \| \| \| Bahnstrecke Nässjö–Oskarshamn von Oskarshamn \| \| \| \| \| Bahnstrecke Nässjö–Falköping von Jönköping \| \| \| \| 0 \| Nässjö C \| 293 m ö.h. \| \| \| \| Bahnstrecke Halmstad–Nässjö nach Värnamo \| \| \| \| \| Södra stambanan nach Alvesta \| \| \| \| 1,5 \| Nyarp \| 306 m ö.h. \| \| \| 6,9 \| Gissebäck (12. Dez. 1914, Hp ab 1961, bis 22. Mai 1966) \| 225 m ö.h. \| \| \| 11,5 \| Stensjön (seit 1985) \| Stensjön (seit 1985) \| \| \| 12,3 \| Stensjön (12. Dez. 1914, Hp ab 1961, bis 22. Mai 1985) \| 225 m ö.h. \| \| \| 16,7 \| Rödjenäs (12. Dez. 1914, Hp ab 1966, bis 23. Mai 1982) \| 228 m ö.h. \| \| \| 20,4 \| Björköby (seit 1985) \| Björköby (seit 1985) \| \| \| 20,8 \| Björköby (12. Dez. 1914, Hp ab 13. Juni 1979, bis 1985) \| 211 m ö.h. \| \| \| 25,1 \| Tjunnaryd (12. Dez. 1914, bis 2010) \| 224 m ö.h. \| \| \| 28,4 \| Ekenässjön (12. Dez. 1914, Hp ab 27. Mai 1990) \| 223 m ö.h. \| \| \| 29,9 \| Bröderna Anderssons Möbler \| Bröderna Anderssons Möbler \| \| \| \| Bahnstrecke Sävsjö–Målilla von Sävsjö \| \| \| \| 36,7 \| Vetlanda \| 183 m ö.h. \| \| \| \| Emådalsbanan nach Kvillsfors \| \| \| \| 39,5 \| Bäckseda (12. Dez. 1914, Hp ab 1930, bis 30. Mai 1965) \| 188 m ö.h. \| \| \| 44,0 \| Snärle (12. Dez. 1914, Hp ab 1930, bis 30. Mai 1965) \| 188 m ö.h. \| \| \| 49,5 \| Holm (Hp ab 1930, bis 30. Mai 1965) \| 210 m ö.h. \| \| \| 51,8 \| Korsberga (12. Dez. 1914, bis 1974 Österkorsberga, Hp 1990–16. Juni 2002) \| 239 m ö.h. \| \| \| 60,3 \| Milletorp (12. Dez. 1914, Hp ab 11. Aug. 1970, bis 16. Juni 2002) \| 290 m ö.h. \| \| \| 63,6 \| Grenze Jönköpings län / Kronobergs län \| Grenze Jönköpings län / Kronobergs län \| \| \| 66,9 \| Ösjöbol (12. Dez. 1914, Hp ab 1958, bis 30. Mai 1965; 1994–16. Juni 2002) \| 288 m ö.h. \| \| \| 73,0 \| Bahnstrecke Växjö–Åseda–Hultsfred von Växjö \| Bahnstrecke Växjö–Åseda–Hultsfred von Växjö \| \| \| 73,6 \| Åseda (26. Juni 1902, bis 16. Juni 2002) \| 236 m ö.h. \| \| \| \| Bahnstrecke Växjö–Åseda–Hultsfred nach Virserum \| \| \| \| 80,3 \| Ekhorva (16. Jan. 1914, Hp ab 1961, bis 30. Mai 1965) \| 238 m ö.h. \| \| \| 85,0 \| Vårshult (16. Jan. 1914, Hp ab 1961, bis 30. Mai 1965) \| 232 m ö.h. \| \| \| \| Östra Värends Järnväg von Brittatorp \| \| \| \| 94,8 \| Sävsjöström (21. Okt. 1876–2. Juni 1985) \| 224 m ö.h. \| \| \| \| Östra Värends Järnväg nach Älghult \| \| \| \| 96,9 \| Skahus (Ladeplatz Skogstorp 25. Mai 1877; Hp 1937–1. Aug.1980) \| 221 m ö.h. \| \| \| 99,6 \| Höneström (1878–1930, Torfverladung) \| 242 m ö.h. \| \| \| \| Grenze Kronobergs län / Kalmar län \| \| \| \| 107,0 \| Applabäck (1918–1923, Torfverladung, etwa 2,5 km) \| Applabäck (1918–1923, Torfverladung, etwa 2,5 km) \| \| \| 108,7 \| Målerås \| 227 m ö.h. \| \| \| \| Målerås Södra[2] \| \| \| \| \| Bahnstrecke Lessebo–Målerås nach Lessebo \| \| \| \| 111,6 \| Gullaskruv (1. Nov. 1899, Hp ab 1960, bis 2. Juni 1985) \| 175 m ö.h. \| \| \| \| Anschluss Sägewerk[3] \| \| \| \| 122,6 \| Orrefors (21. Okt. 1876, Lp ab 1985, bis 1. Jan. 1988) \| 168 m ö.h. \| \| \| \| nach Flygsfors, Schmalspur, etwa 2 km[3] \| \| \| \| 130,3 \| Brånahult (Lp 1870, Bhf ab 1913, Hp ab 1930, bis 30. Mai 1965) \| 129 m ö.h. \| \| \| \| \| \| \| \| 136,8 \| Jutarnas väg (früher Hp) \| Jutarnas väg (früher Hp) \| \| \| \| Kust till kust-banan von Emmaboda \| \| \| \| 137,6 \| Nybro (16. Jan. 1914, Hp ab 1961, bis 30. Mai 1965) \| 238 m ö.h. \| \| \| \| Kust till kust-banan nach Kalmar \| \| \| \| \| \| \| \| Quellen: [4][5][6][7] \| \| \| \| |                                                |                                                                           |                                                   |
| Strecke |                                                | Södra stambanan von Mjölby                                                | Södra stambanan von Mjölby                        |
| Abzweig geradeaus und von links |                                                | Bahnstrecke Nässjö–Oskarshamn von Oskarshamn                              | Bahnstrecke Nässjö–Oskarshamn von Oskarshamn      |
| Abzweig geradeaus und von rechts |                                                | Bahnstrecke Nässjö–Falköping von Jönköping                                | Bahnstrecke Nässjö–Falköping von Jönköping        |
| Bahnhof | 0                                              | Nässjö C                                                                  | 293 m ö.h.                                        |
| Abzweig geradeaus und nach rechts |                                                | Bahnstrecke Halmstad–Nässjö nach Värnamo                                  | Bahnstrecke Halmstad–Nässjö nach Värnamo          |
| Abzweig geradeaus und nach rechts |                                                | Södra stambanan nach Alvesta                                              | Södra stambanan nach Alvesta                      |
| Haltepunkt / Haltestelle | 1,5                                            | Nyarp                                                                     | 306 m ö.h.                                        |
| ehemaliger Haltepunkt / Haltestelle | 6,9                                            | Gissebäck (12. Dez. 1914, Hp ab 1961, bis 22. Mai 1966)                   | 225 m ö.h.                                        |
| Haltepunkt / Haltestelle | 11,5                                           | Stensjön (seit 1985)                                                      | Stensjön (seit 1985)                              |
| ehemaliger Bahnhof | 12,3                                           | Stensjön (12. Dez. 1914, Hp ab 1961, bis 22. Mai 1985)                    | 225 m ö.h.                                        |
| ehemaliger Bahnhof | 16,7                                           | Rödjenäs (12. Dez. 1914, Hp ab 1966, bis 23. Mai 1982)                    | 228 m ö.h.                                        |
| Haltepunkt / Haltestelle | 20,4                                           | Björköby (seit 1985)                                                      | Björköby (seit 1985)                              |
| ehemaliger Bahnhof | 20,8                                           | Björköby (12. Dez. 1914, Hp ab 13. Juni 1979, bis 1985)                   | 211 m ö.h.                                        |
| ehemaliger Haltepunkt / Haltestelle | 25,1                                           | Tjunnaryd (12. Dez. 1914, bis 2010)                                       | 224 m ö.h.                                        |
| Bahnhof | 28,4                                           | Ekenässjön (12. Dez. 1914, Hp ab 27. Mai 1990)                            | 223 m ö.h.                                        |
| Abzweig geradeaus und ehemals nach links | 29,9                                           | Bröderna Anderssons Möbler                                                | Bröderna Anderssons Möbler                        |
| Strecke von rechts (außer Betrieb) · Strecke |                                                | Bahnstrecke Sävsjö–Målilla von Sävsjö                                     | Bahnstrecke Sävsjö–Målilla von Sävsjö             |
| Bahnhof (Strecke außer Betrieb) · Bahnhof | 36,7                                           | Vetlanda                                                                  | 183 m ö.h.                                        |
| Strecke nach links (außer Betrieb) · Kreuzung links (Querstrecke außer Betrieb) |                                                | Emådalsbanan nach Kvillsfors                                              | Emådalsbanan nach Kvillsfors                      |
| ehemaliger Bahnhof | 39,5                                           | Bäckseda (12. Dez. 1914, Hp ab 1930, bis 30. Mai 1965)                    | 188 m ö.h.                                        |
| ehemaliger Bahnhof | 44,0                                           | Snärle (12. Dez. 1914, Hp ab 1930, bis 30. Mai 1965)                      | 188 m ö.h.                                        |
| ehemaliger Bahnhof | 49,5                                           | Holm (Hp ab 1930, bis 30. Mai 1965)                                       | 210 m ö.h.                                        |
| ehemaliger Bahnhof | 51,8                                           | Korsberga (12. Dez. 1914, bis 1974 Österkorsberga, Hp 1990–16. Juni 2002) | 239 m ö.h.                                        |
| ehemaliger Bahnhof | 60,3                                           | Milletorp (12. Dez. 1914, Hp ab 11. Aug. 1970, bis 16. Juni 2002)         | 290 m ö.h.                                        |
| Grenze | 63,6                                           | Grenze Jönköpings län / Kronobergs län                                    | Grenze Jönköpings län / Kronobergs län            |
| ehemaliger Haltepunkt / Haltestelle | 66,9                                           | Ösjöbol (12. Dez. 1914, Hp ab 1958, bis 30. Mai 1965; 1994–16. Juni 2002) | 288 m ö.h.                                        |
| Strecke nach links (außer Betrieb) · Kreuzung (Querstrecke außer Betrieb) · Strecke von rechts (außer Betrieb) | 73,0                                           | Bahnstrecke Växjö–Åseda–Hultsfred von Växjö                               | Bahnstrecke Växjö–Åseda–Hultsfred von Växjö       |
| ehemaliger Kopfbahnhof Strecke ab hier außer Betrieb · Kopfbahnhof Strecke bis hier außer Betrieb | 73,6                                           | Åseda (26. Juni 1902, bis 16. Juni 2002)                                  | 236 m ö.h.                                        |
| Strecke (außer Betrieb) · Strecke nach links |                                                | Bahnstrecke Växjö–Åseda–Hultsfred nach Virserum                           | Bahnstrecke Växjö–Åseda–Hultsfred nach Virserum   |
| Bahnhof (Strecke außer Betrieb) | 80,3                                           | Ekhorva (16. Jan. 1914, Hp ab 1961, bis 30. Mai 1965)                     | 238 m ö.h.                                        |
| Bahnhof (Strecke außer Betrieb) | 85,0                                           | Vårshult (16. Jan. 1914, Hp ab 1961, bis 30. Mai 1965)                    | 232 m ö.h.                                        |
| Abzweig geradeaus und von rechts (Strecke außer Betrieb) |                                                | Östra Värends Järnväg von Brittatorp                                      | Östra Värends Järnväg von Brittatorp              |
| Bahnhof (Strecke außer Betrieb) | 94,8                                           | Sävsjöström (21. Okt. 1876–2. Juni 1985)                                  | 224 m ö.h.                                        |
| Abzweig geradeaus und nach links (Strecke außer Betrieb) |                                                | Östra Värends Järnväg nach Älghult                                        | Östra Värends Järnväg nach Älghult                |
| Haltepunkt / Haltestelle (Strecke außer Betrieb) | 96,9                                           | Skahus (Ladeplatz Skogstorp 25. Mai 1877; Hp 1937–1. Aug.1980)            | 221 m ö.h.                                        |
| Blockstelle (Strecke außer Betrieb) | 99,6                                           | Höneström (1878–1930, Torfverladung)                                      | 242 m ö.h.                                        |
| Grenze (Strecke außer Betrieb) |                                                | Grenze Kronobergs län / Kalmar län                                        | Grenze Kronobergs län / Kalmar län                |
| Abzweig geradeaus und von rechts (Strecke außer Betrieb) | 107,0                                          | Applabäck (1918–1923, Torfverladung, etwa 2,5 km)                         | Applabäck (1918–1923, Torfverladung, etwa 2,5 km) |
| Bahnhof (Strecke außer Betrieb) | 108,7                                          | Målerås                                                                   | 227 m ö.h.                                        |
| Bahnhof (Strecke außer Betrieb) · Strecke |                                                | Målerås Södra                                                             | Målerås Södra                                     |
| Strecke nach rechts (außer Betrieb) · Strecke |                                                | Bahnstrecke Lessebo–Målerås nach Lessebo                                  | Bahnstrecke Lessebo–Målerås nach Lessebo          |
| Bahnhof (Strecke außer Betrieb) | 111,6                                          | Gullaskruv (1. Nov. 1899, Hp ab 1960, bis 2. Juni 1985)                   | 175 m ö.h.                                        |
| Abzweig geradeaus und von links (Strecke außer Betrieb) |                                                | Anschluss Sägewerk                                                        | Anschluss Sägewerk                                |
| Bahnhof (Strecke außer Betrieb) | 122,6                                          | Orrefors (21. Okt. 1876, Lp ab 1985, bis 1. Jan. 1988)                    | 168 m ö.h.                                        |
| Abzweig geradeaus und nach links (Strecke außer Betrieb) |                                                | nach Flygsfors, Schmalspur, etwa 2 km                                     | nach Flygsfors, Schmalspur, etwa 2 km             |
| Bahnhof (Strecke außer Betrieb) | 130,3                                          | Brånahult (Lp 1870, Bhf ab 1913, Hp ab 1930, bis 30. Mai 1965)            | 129 m ö.h.                                        |
| |                                                |                                                                           |                                                   |
| Blockstelle | 136,8                                          | Jutarnas väg (früher Hp)                                                  | Jutarnas väg (früher Hp)                          |
| Abzweig geradeaus und von rechts |                                                | Kust till kust-banan von Emmaboda                                         | Kust till kust-banan von Emmaboda                 |
| Bahnhof | 137,6                                          | Nybro (16. Jan. 1914, Hp ab 1961, bis 30. Mai 1965)                       | 238 m ö.h.                                        |
| Strecke |                                                | Kust till kust-banan nach Kalmar                                          | Kust till kust-banan nach Kalmar                  |
| |                                                |                                                                           |                                                   |
| Quellen: |                                                |                                                                           |                                                   |

Die Bahnstrecke Nässjö–Vetlanda–Åseda–Nybro ist eine ursprünglich 138 Kilometer lange normalspurige und nicht elektrifizierte Eisenbahnstrecke in Schweden. Sie zweigt in Nässjö in der Provinz Jönköpings län von der Södra stambana ab und führte früher bis nach Nybro an der Kust till kust-bana.
Der Personenverkehr auf dem Abschnitt Nässjö–Vetlanda wird vom regionalen Anbieter Krösatågen betrieben. Auf dem Abschnitt Vetlanda–Åseda ruht seit 2002 der Verkehr und der Unterhalt wurde 2006 durch Trafikverket eingestellt, eine formelle Stilllegung erfolgte jedoch bisher nicht. Der Abschnitt Åseda–Nybro wurde bereits 1986 stillgelegt und anschließend abgebaut, der verbliebene Abschnitt Nässjö–Åseda ist noch 74 Kilometer lang.

## Geschichte

### Bau und Eröffnung
1874 eröffnete die Gesellschaft Kalmar Järnvägar (KJ) die heute zur Kust till kust-banan gerechnete Bahnstrecke von Emmaboda nach Kalmar. Im Anschluss daran baute die Gesellschaft Nybro-Sävsjöströms Järnväg (NSJ) ab Nybro eine Zweigstrecke über Orrefors mit seiner Glashütte nach Sävsjöström. Die NSJ wurde 1909 von der KJ übernommen. Zugleich begann der Weiterbau der Strecke über Åseda und Vetlanda nach Nässjö, wo Anschluss an die Södra stambana hergestellt wurde.

### Abkürzung nach Stockholm
Die neue Strecke erlangte schnell große Beliebtheit, da sie für Züge von Kalmar in Richtung Göteborg oder Stockholm eine Abkürzung gegenüber der bisherigen Verbindung über Alvesta darstellte. Es verkehrten unter anderem Schnellzüge und Kurswagenverbindungen zwischen Kalmar, Göteborg und Stockholm.

### Verstaatlichung
Die in Nässjö anschließende Södra stambana war von Anfang an eine Staatsbahn. Am 1. Juli 1938 wurden im Rahmen der allgemeinen Eisenbahnverstaatlichung in Schweden die Strecke Nässjö–Nybro sowie die in Nybro anschließende Strecke Alvestra–Kalmar in eine eigenständige staatliche Gesellschaft vereinigt, die am 1. Juli 1040 in die staatliche Statens Järnväger überging.

### Bedeutungsverlust
In den 1950er Jahren wurde die Strecke Alvesta–Emmaboda–Kalmar elektrifiziert. Da die Södra stambana bereits seit dem Ende des Zweiten Weltkriegs elektrifiziert war, wurde nun durchgehender elektrischer Zugverkehr nach Stockholm und Göteborg über Alvesta möglich. Dadurch verlor die Strecke über Åseda ihre Bedeutung für den Fernverkehr. Im Personenverkehr fuhren nur noch Regionalzüge, meist Schienenbusse der Baureihe Y6.

### Stilllegung Åseda–Nybro
In den 1980er Jahren wurde die Verantwortung für den regionalen Schienenpersonenverkehr von der staatlichen Eisenbahngesellschaft SJ auf die Provinzverwaltungen (Län) übertragen. Die Strecke Nässjö–Nybro führte durch drei Provinzen, und lediglich eine davon, Jönköpings Län, wollte die Strecke weiterbetreiben. Deshalb wurde der Personenverkehr auf dem Abschnitt Åseda–Nybro 1985 eingestellt. Ein Jahr später wurde auch der noch verbliebene Güterverkehr eingestellt, anschließend wurde dieser Abschnitt stillgelegt und abgebaut. Im Gegensatz dazu wurde der Abschnitt Nässjö–Åseda zunächst modernisiert, der Personenverkehr aufgewertet und auf für die damalige Zeit moderne Y1-Triebwagen umgestellt. 1990 wurde allerdings der Güterverkehr südlich von Vetlanda eingestellt.

### Krösatågen
Für den Personenverkehr auf den Strecken Nässjö–Åseda sowie Vaggeryd–Jönköping gründeten die beteiligten Provinzen 1985 das Verkehrssystem Krösatågen. Ebenfalls 1985 wurden die Bahnhöfe Stensjön und Björköby aufgelassen und durch näher an den Ortskernen liegende Haltepunkte ersetzt.

### Einstellung Vetlanda–Åseda
Zum Fahrplanwechsel am 15. Juni 2002 wurde der Personenverkehr zwischen Vetlanda und Åseda eingestellt, und 2006 beschloss die damalige Eisenbahnverkehrsbehörde Banverket, den Unterhalt dieses Abschnitts einzustellen. Eine formelle Stilllegung erfolgte bisher nicht, die Strecke ist weiterhin in den Karten von Trafikverket verzeichnet.

## Bahnstrecke Orrefors–Flygsfors
Für einen kurzen Zeitraum gab es eine Strecke zwischen Orrefors und Flygsfors. Die schmalspurige Strecke mit etwa zwei Kilometern Länge wurde ab 1917 erbaut und 1919 fertiggestellt. Sie wurde von einem Zug mit Lokomotive und drei Wagen bedient, es wurden Sand, Soda und Glas zwischen der Glashütte Flysfors und dem Bahnhof Orrefors transportiert. Die Strecke wurde bis 1920 genutzt, nach der Einstellung der Fertigung infolge eines Konkurses der Glashütte wurden die Schienen im Laufe der 1920er Jahre wieder abgerissen. Überreste des alten Damms befinden sich noch im Wald, dieser wird als Wanderweg verwendet.

## Heutiger Betrieb
Seit 2002 verkehren an Werktagen außer Samstagen sieben Zugpaare, an Samstagen, Sonn- und Feiertagen vier Zugpaare aus Triebwagen der Baureihe Y31/32. Darüber hinaus fuhren Güterzüge zur von Vetlanda aus weiterführenden Emådalsbanan nach Kvillsfors und Pauliström. Auf dem Abschnitt Vetlanda–Åseda fahren keine Züge mehr, die Strecke ist teilweise überwachsen.